# Alison Arngrim
Alison Margaret Arngrim (Nova Iorque, Nova Iorque, 18 de janeiro de 1962) é uma atriz norte-americana. Iniciou a sua carreira televisiva aos 12 anos, ela recebeu o prémio Young Artist Award–Former Child Star "Lifetime Achievement" Award  e é melhor conhecida pela sua interpretação de  Nellie Oleson na série norte-americana da NBC  "Little House on the Prairie" entre 1974 e 1981.

## Vida inicial
O paí de Arngrim, Thor Arngrim, era um gestor de Hollywood, natural do Canadá, enquanto a  sua mãe Norma MacMillan (1921-2001) de Vancouver, Columbia Britânica foi uma atriz que dava as vozes de Casper em Casper the Friendly Ghost, como Gumby em Gumby, como Davey em Davey and Goliath, e Sweet Polly Purebred em Underdog, bem como em outros programas de televisão para crianças.
O irmão dela Stefan Arngrim (n. 1955) também foi um ator jovem, talvez melhor conhecido pelos seu papel de Irwin Allen na série de ficção científica, Land of the Giants. Arngrim afirmou que o seu irmão a molestou sexualmente dos seis aos 9 anos.

## Carreira
Depois de participar em vários anúncios comerciais, Arngrim chegou a criança atriz em 1974, representando o papel de Nellie Oleson na série televisiva Little House on the Prairie . Ela originalmente estava para representar o papel de  Laura Ingalls e mais tarde Mary Ingalls, mas acabou por ser selecionada para representar o papel da antagonista e vilã Nellie Oleson. Arngrim representaria o papel de Nellie durante sete das nove temporadas da série e o seu papel tornou-se uma referência cultural e um arquétipo para as chamadas "meninas vilãs" nas séries televisivas, durante a década de 1970.

## Filantropia
Além da representação, Arngrim também dedica o seu tempo a organizações de caridade. Uma das suas inspirações para o trabalho de caridade é em memória do seu amigo, o ator Steve Tracy, que fazia o papel de marido de Nellie Oleson, Percival Dalton, na série Casa na Pradaria. Tracy morreu de complicações relacionadas com a aids em novembro de 1986 , depois da morte dele, ela se tornou uma ativista na luta contra a doença, incluindo a organização ACT UP e trabalhando na AIDS hotline. Também foca as suas atenções na luta contra abuso infantil, acusando o seu próprio irmão de a ter abusado sexualmente, quando ela era criança.

## Livros
In 2010, Arngrim publicou uma autobiografia Confessions of a Prairie Bitch: How I Survived Nellie Oleson and Learned to Love Being Hated. No livro, ela identificou-se como tendo sido vítima de abuso infantil por parte do seu irmão.

## Vida pessoal
Surgiram rumores de que teria um romance com Steve Tracy que na série Uma Casa na Pradaria fazia o papel de namorado e depois de marido dela, Percival Dalton e como andavam sempre juntos nas gravações, surgiu o rumor que seriam namorados. Alison, na sua autobiografia confirmou a amizade pessoal entre eles, mas negou esse romance e afirmou ser a única atriz a saber que Tracy era na verdade gay. Mesmo após terem terminado as gravações, mantiveram-se amigos, amizade que permaneceu mesmo após Tracy ter confessado que era portador do HIV, até à sua morte, tendo feito várias visitas no hospital, ao contrário de outros que se afastaram, dado o estigma social, relacionado com a doença. Como testemunhou o sofrimento do amigo por causa da doença, até à morte e à forma preconceituosa como as várias agências funerárias da cidade de Tampa se recusaram a transportar o corpo do amigo para ser cremado (apenas a agência pertencente a afro-americanos aceitou), Arngrim tornou-se uma ativista na luta contra a aids e em especial contra o estigma social a que estavam votados os infetados por esse vírus.
Arngrim casou-se com o escritor Donald Spencer, nos inícios da década de 1980. Em 6 de novembro de 1993, casou-se pela segunda vez com o músico Robert Paul Schoonover,  que conheceu quando se voluntariava no  AIDS Project Los Angeles, quando ele era diretor da Southern California AIDS Hotline. Arngrim e Schoonover vivem em Los Angeles.
Arngrim regularmente entra em contacto com a sua amiga de infância  Melissa Gilbert, que representava o papel de "Laura Ingalls" na série Little House on the Prairie. Ocasionalmente surge em várias reuniões e eventos e sessões se autógrafos relacionados com a referida série que marcou várias gerações de fãs.

## Filmografia
| Ano       | Título                                                    | Papel              | Notas                                                       |
| --------- | --------------------------------------------------------- | ------------------ | ----------------------------------------------------------- |
| 1974      | Throw Out the Anchor!                                     | Stevie             | Filme                                                       |
| 1974–1982 | Little House on the Prairie                               | Nellie Oleson      | Papel regular (104 episódios)                               |
| 1981      | The Love Boat                                             | Becky Daniels      | Episódio: Tony and Julie/Separate Beds/America's Sweetheart |
| 1981      | Fantasy Island                                            | Lisa Blake         | Episódio: "Elizabeth's Baby/The Artist and the Lady"        |
| 1983      | I Married Wyatt Earp                                      | Amy                | Telefilme                                                   |
| 1986      | Video Valentino                                           | Trixie             | Curta-metragem                                              |
| 2000      | For the Love of May                                       | Jude               | Curta-metragem                                              |
| 2002      | The Last Place on Earth                                   | Party Toast        | Filme                                                       |
| 2007      | Le deal                                                   | Edith              | Filme                                                       |
| 2009      | Make the Yuletide Gay                                     | Heather Mancuso    | Filme                                                       |
| 2009      | The Bilderberg Club: Meet the Shadow One World Government | Dr. Samantha Klein | Curta-metragem                                              |
| 2012      | Livin' the Dream                                          | Debbie Sweat       | Curta-metragem                                              |
| 2015      | The Comeback Kids                                         | Herself            | Episódio: "Child Star Support Group: Part 2"                |
| 2015      | CPR Talent Agency                                         | Herself            | Programa de televisão                                       |
| 2015      | Life Interrupted                                          | Ally Hughes        | Filme                                                       |
| 2016      | The Mephisto Box                                          | Leeza              | Pré-produção                                                |

### Prémios
- 2002 – Young Artist Award: Former Child Star Lifetime Achievement Award for (Little House on the Prairie)
- 2006 – TV Land Award: for "Character Most Desperately in Need of a Timeout" (Little House on the Prairie)

### Nomeações
- 1981 – Young Artist Award: for Best Young Comedienne (Little House on the Prairie)
- 2008 – TV Land Award: for "Siblings That Make You Grateful for Your Own Crazy Family" (Little House on the Prairie)

## Leituras adicionais
- Dye, David. Child and Youth Actors: Filmography of Their Entire Careers, 1914-1985. Jefferson, NC: McFarland & Co., 1988, p. 7.